# Georges Moressée
Georges Moressée, né le 23 février 1907 à Ougrée (Wallonie, Belgique) et mort le 24 décembre 2006 à Vence (Alpes-Maritimes, France), est un ingénieur civil, aviateur, militaire et résistant belge du XXe siècle.

## Biographie

### Jeunesse, études et débuts professionnels
Georges Félix Valère Moressée naît le 23 février 1907 à Ougrée (Wallonie, Belgique). Il est le fils de Georges Louis Bruno Moressée (1881-1947), ingénieur, et de Léa Spruman.
Diplômé de l'université de Liège en 1931, il devient ingénieur civil des constructions civiles et coloniales,, et pilote d'aviation.

### Seconde Guerre mondiale

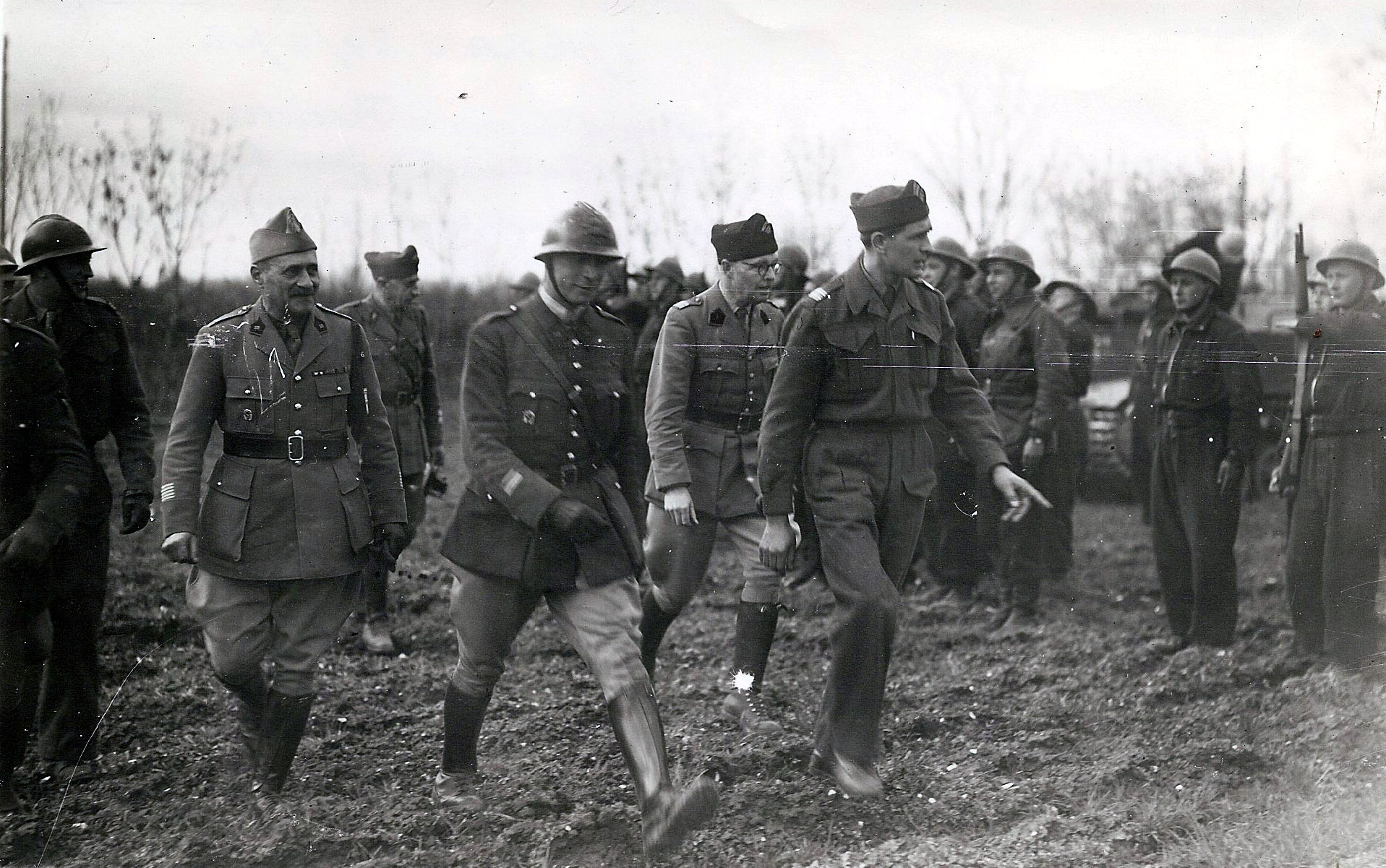
Passage en revue du 12e RA, Forces françaises de l'Ouest, Charente-Maritime, 1945.
De g. à d. : colonel Alfred Jacobson, chef d'escadron Jacques Baratte, colonel Henri Adeline, lieutenant-colonel Georges Moressée

Mobilisé en 1939 comme lieutenant d'artillerie de réserve dans l'armée belge, il combat l'invasion allemande de mai 1940 près de Namur.
Echappant à la capture, il intègre la résistance intérieure belge via le réseau Loncin.
En 1942, pressentant son arrestation imminente, il quitte la Belgique avec son épouse Suzanne et rejoint la résistance intérieure française dans le Périgord.
En septembre 1943 il est arrêté par l'occupant allemand, interné dans la prison de Périgueux puis relâché deux mois plus tard faute de preuve.
Il reprend ses activités dans la résistance, comme agent des services secrets britanniques et chef de maquis sous le pseudonyme "capitaine Z",,,.
A la fin du mois d'août 1944, la colonne "Z" du capitaine Moressée est désignée par le colonel Henri Adeline, pour participer aux opérations de réduction des poches de résistance allemande en Charente-Maritime,,.
Lieutenant-colonel des Forces françaises de l'intérieur (FFI), à compter du 1er février 1945 il commande le 12e régiment d'artillerie divisionnaire, formé à partir de FFI du régiment "Z" issus des maquis de Dordogne,,,.
Relevant du Détachement d'Armée de l'Atlantique (Forces françaises de l'Ouest) du général de Larminat, son unité est engagée contre les poches allemandes de l'Atlantique : combat de Ferrières le 1er mars 1945, attaque de Royan, passage de la Seudre le 16 avril 1945, attaque de l'île d'Oléron les 30 avril et 1er mai 1945,,.
Juste après la capitulation allemande, son devoir accompli, il remet son commandement et rentre dans ses foyers en Belgique.

### Après-guerre
En 1948 il démissionne de son grade de lieutenant-colonel de réserve de l'armée française à titre étranger.
Il vit à Vence (Alpes-Maritimes, France) avec son épouse. Il y meurt le 24 décembre 2006.

## Vie privée
Il épouse Suzanne Gérard le 14 septembre 1940,.

## Distinctions
Georges Moressée est récipiendaire des décorations suivantes :
- Chevalier de la Légion d'honneur (1945)[3],[22]
- Croix de guerre 1939–1945, palme de bronze (citation à l’ordre de l’armée accompagnant sa nomination comme chevalier de la Légion d’honneur)[3],[22]
- Officier de l'ordre de la Couronne (Belgique)[3]
- Officier de l'ordre de Léopold (Belgique)[3]
- Silver Star Medal (Etats-Unis)[3]